# Charlotte Despard
Charlotte Despard, z domu French, (ur. 15 czerwca 1844 w Edynburgu, zm. 10 listopada 1939 w Whitehead) – anglo-irlandzka sufrażystka, socjalistka, pacyfistka, aktywistka Sinn Féin i powieściopisarka.

## Dzieciństwo
Urodziła się w Edynburgu 15 czerwca 1844 roku jako druga (według niektórych źródeł jako trzecia) z sześciorga córek i jednego syna emerytowanego kapitana marynarki Johna Tracey Williama French (zm. 1855) i jego żony Margaret, z domu Eccles (zm. 1865). Jej bratem był John French, a najmłodszą siostrą sufrażystka Katherine Harley. Wczesne lata dzieciństwa spędziła w Campbeltown. Około roku 1850 rodzina osiadła w Ripple Vale, niedaleko od Deal. Charlotte była wychowywana jak wiktoriańska młoda dama, pozbawiona gruntownego wykształcenia, nad czym często ubolewała. W roku 1855 zmarł jej ojciec, a kilka lat później matka została umieszczona w szpitalu psychiatrycznym. W 1863 roku rodzina przeniosła się do Londynu, gdzie Charlotte uzupełniała braki w edukacji.

## Życie i działalność

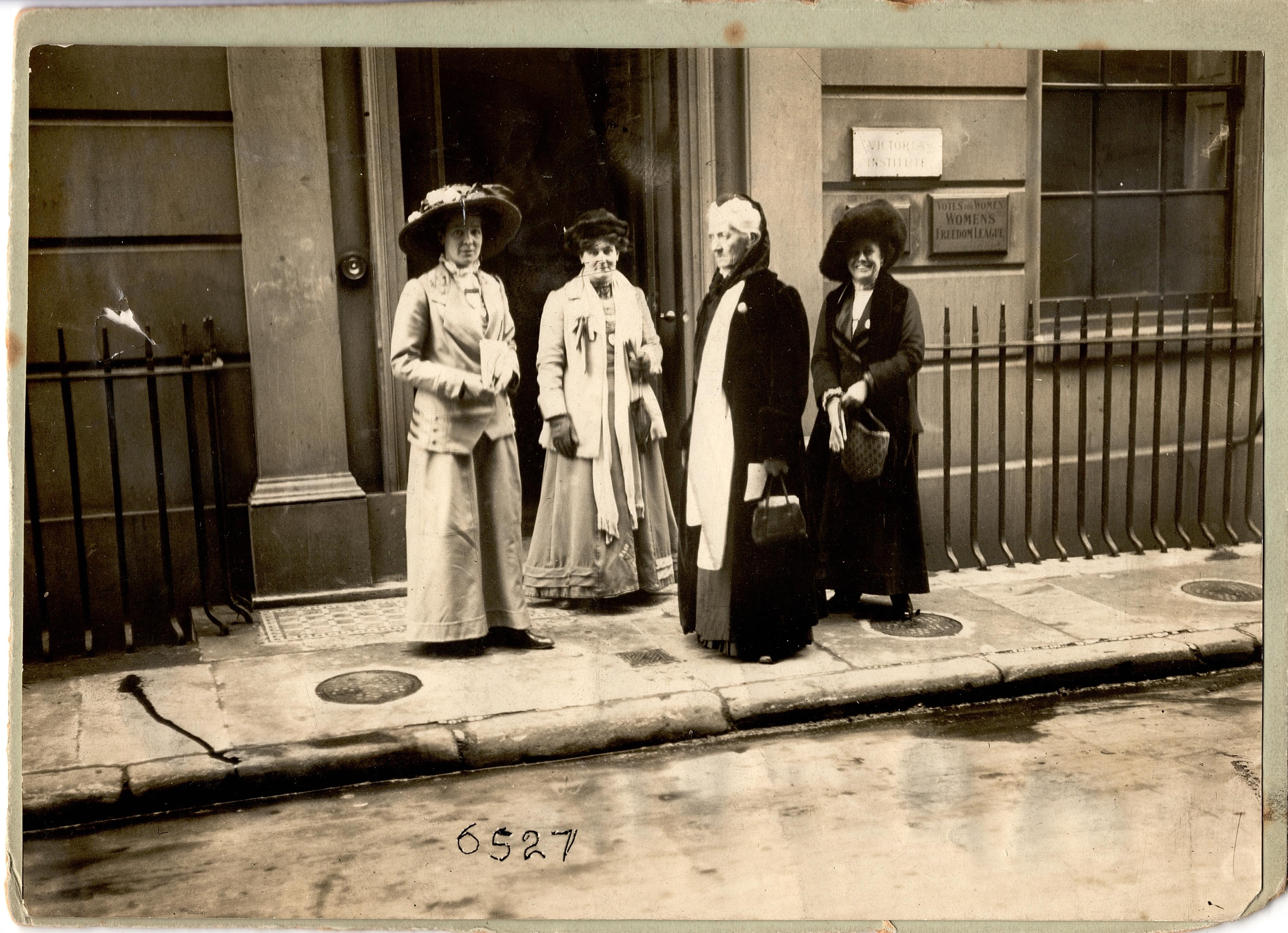
Edith How-Martyn, Miss Constance Tite, Charlotte Despard, Emma Sproson przed biurem Women's Freedom League

20 grudnia 1870 roku wyszła za mąż za Maximiliana Cardena Despard (1839–1890), anglo-irlandzkiego biznesmena, który był jednym z założycieli banku w Hongkongu i Szanghaju i dorobił się fortuny na Dalekim Wschodzie. Małżeństwo nie posiadało dzieci, a Charlotte, za namową męża, zajęła się pisaniem powieści romantycznych. W 1890 roku po śmierci męża i miesiącach odosobnienia Charlotte zaangażowała się w działalność charytatywną, głównie w dzielnicy Nine Elms w Battersea w południowym Londynie, między innymi w Nine Elms Flower Mission, gdzie wprowadziła ją sąsiadka, Helena Waldeck-Pyrmont. Założyła w tej dzielnicy także przychodnię zdrowia, organizowała kluby młodzieżowe i robotnicze dla mężczyzn oraz jadłodajnię dla miejscowych bezrobotnych. W tym też okresie została wegetarianką i  przeszła na katolicyzm. Była szczególnie zaangażowana w dobro najsłabszych: dzieci, matek i osób starszych. Wspierała kampanie na rzecz bezpłatnych posiłków w szkołach i opieki lekarskiej dla biednych dzieci. W 1902 roku odbyła podróż po Kanadzie, aby zobaczyć, co się stało z chłopięcymi emigrantami z Lambeth.
Działalności charytatywnej Charlotte Despard towarzyszyło jej zaangażowanie polityczne. Była aktywną zwolenniczką Social Democratic Federation oraz Independent Labour Party. Wraz z Millicent Fawcett i Emmeline Pankhurst, Charlotte została uznana za jedną z przywódczyń walki o prawa wyborcze dla kobiet. W lutym 1907 roku została aresztowana podczas marszu na budynek Parlamentu. Razem z Emmeline Pankhurst została skazana na trzy tygodnie więzienia Holloway. W tym samym roku ruch sufrażystek podzielił się i pani Despard opuściła Women’s Social and Political Union, do którego wstąpiła w roku 1906, i została jedną z wielu założycielek oraz przewodniczącą Women's Freedom League. Charlotte była jedną z pierwszych kobiet, które odmówiły płacenia podatków (1908) w ramach protestu przeciwko statusowi kobiet jako obywatelek, co doprowadziło do powstania Women’s Tax Resistance League opartej na proteście „żadnego opodatkowania bez reprezentacji”. W maju 1908 zakupiła i przystosowała wóz, mający służyć kampanii edukacyjnej na rzecz ruchu sufrażystek.

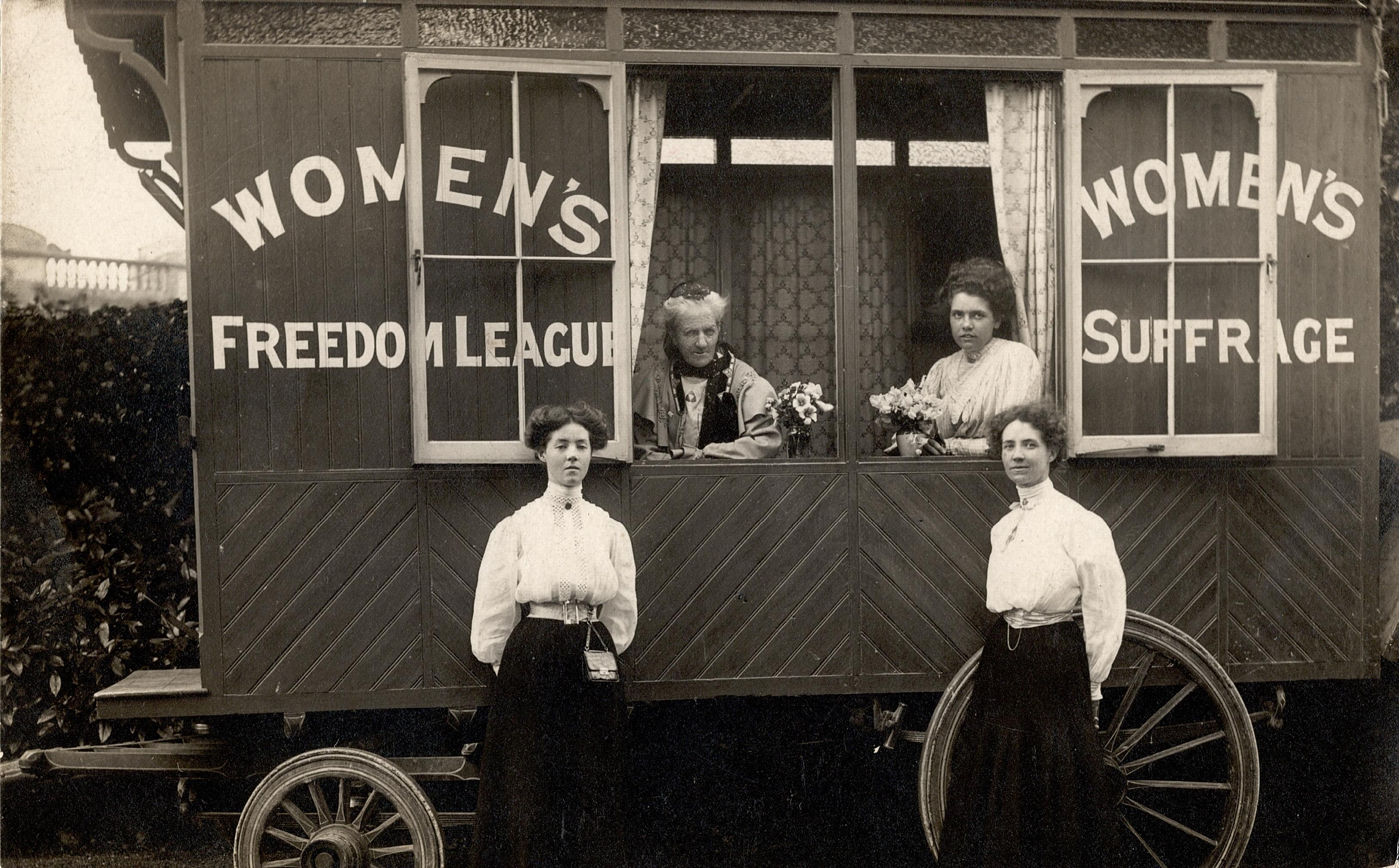
Wóz Women's Freedom League, w oknie Charlotte Despard i Alison Neilans, 1908

Po wybuchu I wojny światowej, choć jej brat John French został naczelnym dowódcą Brytyjskiego Korpusu Ekspedycyjnego, Charlotte dołączyła do socjalistyczno-pacyfistycznej organizacji Sylvii Pankhurst. W 1915 roku dołączyła do Women’s International Council, National Council for Civil Liberties, Women’s Peace Crusade oraz No-Conscription Fellowship. Po rewolucji bolszewickiej w 1917 r. jej zaangażowanie na rzecz międzynarodowego socjalizmu nasiliło się. Wiosną 1918 roku zrezygnowała z prezydentury Women's Freedom League, aby skoncentrować się na szeregu innych spraw, w tym na organizacji Save the Children, indyjskiego ruchu niepodległościowego, Partii Pracy, British Communist Party, London Vegetarian Society i Irish Self-Determination League.
W wyborach powszechnych w 1918 r. Charlotte Despard bezskutecznie stanęła jako pacyfistyczna kandydatka do parlamentu z ramienia Partii Pracy w Battersea. Jej sympatia dla irlandzkiego ruchu niepodległościowego była przyczyną bezpośredniego konfliktu z bratem, który został zaprzysiężony na lorda namiestnika Irlandii. Wkrótce po podpisaniu traktatu angielsko-irlandzkiego w 1921 r. Charlotte Despard opuściła Londyn i przeprowadziła się do Irlandii. Gdy Irlandia pogrążyła się w zaciekłej wojnie domowej, wróciła do pracy jako działaczka na rzecz praw obywatelskich. W 1921 wraz z Maud Gonne wyruszyła do Cork celem zebrania dowodów dotyczących okrucieństw Black and Tans. W Dublinie została przewodniczącą Women's Prisoners' Defence League. Podobnie jak inne republikanki, które uważały angielskie Mrs za odrażające, ale sprzeciwiały się irlandzkiemu odpowiednikowi Bean Uí, przyjęła Madame jako swój dubliński tytuł i otrzymała pseudonim Madame Desperate. Pomimo podeszłego wieku była na tyle aktywna, że została przez władze Wolnego Państwa Irlandzkiego uznana za niebezpieczną dywersantkę na mocy Public Safety Act z 1927 roku. Kiedy jej współlokatorka Maud Gonne została uwięziona, Charlotte przez dwadzieścia dni i nocy stale czuwała przed więzieniem w Kilmainham. Charlotte Despard w 1930 roku, w wieku osiemdziesięciu sześciu lat, wraz z Hanną Sheehy-Skeffington i Sheilą Dowling odbyła podróż po Rosji Sowieckiej, szczególnie interesując się szkolnictwem i statusem kobiet. W 1933 roku, wkrótce po tym, jak jej dom w centrum Dublina został zaatakowany przez antykomunistów, Charlotte przeprowadza się na północ. 10 listopada 1939 r. zmarła w swoim nowym domu w Whitehead, niedaleko Belfastu. Została pochowana 13 listopada na cmentarzu Glasnevin w Dublinie, niedaleko grobu swojej przyjaciółki Constance Markievicz.

## Dzieła
- Chaste as Ice, Pure as Snow, 1874
- Jonas Sylvester, Londyn 1886
- The Rajah's Heir. A Novel, Londyn 1890
- A Voice from the Dim Millions; Being the True History of a Working Woman, 1891
- Economic Aspects of Woman's Suffrage, Londyn 1908
- Outlawed: A Novel on the Suffrage Question, (współlokatorka z Mabel Collins), Londyn 1908
- Women in the nation, 1909[1]
- Women in the new era, 1910[1]
- Theosophy and the Women's Movement, Londyn 1913